# Iguatemi (Mato Grosso do Sul)
Iguatemi é um município do estado de Mato Grosso do Sul, no Brasil.

## Topônimo
O atual nome do município é uma referência ao rio Iguatemi, que banha o território do município. "Iguatemi" é derivado do termo tupi ygatim'y, que significa "rio das canoas emproadas" (ygara, canoa + tĩ, proa + 'y, rio).

## História
A cidade se desenvolveu às voltas da nascente do córrego Sacarón. Antigamente, se chamava Vila Sacarón. O povoamento de origem europeia da região teve início com a Colônia Militar de Iguatemi, que veio a ser destruída pelos espanhóis comandados por dom Agostinho Fernandes de Pinedo, governador do Paraguai. Em 1909, por iniciativa de Francisco Fernandes Filho, Miguel Severo do Nascimento Gonçalves, Policarpo Nogueira e Bonifácio Fernandes, foram lançados os alicerces de uma nova povoação. A primeira casa comercial ali edificada pertenceu ao fundador do povoado, Francisco Fernandes Filho.
Foi elevada a distrito pela Lei 7 161, de 14 de outubro de 1948, e o município criado pela Lei 1 951, de 11 de novembro de 1963, sendo desmembrado de Amambai. Sua instalação oficial, no entanto, se deu em 8 de maio de 1965, com a criação da primeira câmara e a posse do primeiro prefeito eleito pelo povo, Waloszek Konrad. Em 1977, o município passou a fazer parte do atual estado de Mato Grosso do Sul.

## Geografia

### Localização
O município está situado no sul da região Centro-Oeste do Brasil, no Sudoeste de Mato Grosso do Sul (Microrregião de Iguatemi). Localiza-se a uma latitude 23º40'49" sul e a uma longitude 54º33'40" oeste. Distâncias:
- 461 quilômetros da capital estadual (Campo Grande)
- 1 415 quilômetros da capital federal (Brasília).

### Geografia física
Solo
Predomínio de latossolo de textura média e, acompanhando as drenagens principais, nitossolos de textura arenosa e média, ambos com baixa fertilidade natural, e os gleissolos.
Relevo e altitude
Está a uma altitude de 342 metros. Os modelados de dissecação tabulares dominam grande área do município, dá continuidade a esta paisagem, ao norte, uma topografia mais suave. As áreas planas de acumulação acompanham as margens dos rios limítrofes. O município de Iguatemi encontra-se na Região dos Planaltos Arenítico-Basálticos Interiores, com uma unidade geomorfológica: Divisores das Sub Bacias Meridionais. Apresenta relevo plano.
Clima, temperatura e pluviosidade
Está sob influência do clima subtropical úmido, apresentando índice efetivo de umidade com valores anuais variando de 40 a 60 por cento. A precipitação pluviométrica anual varia entre 1 500 a 1 700 milímetros, excedente hídrico anual de 800 a 1 200 milímetros, durante cinco a seis meses e deficiência hídrica de 350 a 500 milímetros, durante quatro meses.
Hidrografia
Está sob influência da Bacia do Rio da Prata (Bacia do Rio Paraná). Principais rios:
- Rio Iguatemi: afluente pela margem direita do rio Paraná, sua nascente se localiza no

município de Aral Moreira, fazendo limite entre os municípios de Japorã e Iguatemi. 
- Rio Jogui: afluente do rio Iguatemi, divisa dos municípios de Iguatemi e Tacuru.
- Rio Maracaí: afluente pela margem direita do rio Paraná, no seu alto curso é limite entre

os municípios de Amambai e Iguatemi e, no seu médio curso, entre os de Iguatemi e Itaquiraí.
- Rio Amambai: afluente pela margem direita do rio Paraná, no limite entre os municípios de

Naviraí e Iguatemi. Possui 340 quilômetros de extensão, sendo 90 deles navegáveis.
Vegetação
Predomina a pastagem plantada, sendo de pequena expressão as áreas de vegetação natural, representada pelo cerrado arbóreo denso (cerradão), arbóreo aberto (campo cerrado), floresta estacional e contato cerrado/floresta.

### Geografia política
Fuso horário
Está a -1 hora com relação a Brasília e -4 com relação ao Tempo Universal Coordenado.
Área
Ocupa uma superfície de de 2 946,677 quilômetros quadrados.
Subdivisões
Iguatemi (distrito único)
Arredores
Ao norte, faz divisa com Juti e Naviraí; ao leste, com Itaquiraí e Eldorado; ao oeste, com Amambai e Tacuru; e, ao sul, faz divisa com a cidade de Japorã.

## Demografia
Sua população estimada em 2011 era de 14 972 habitantes, segundo o Instituto Brasileiro de Geografia e Estatística. É o 39º mais populoso município do estado.